# Український театр
Театральне мистецтво України — галузь української культури, особливістю якої є художнє відтворення життя за допомогою сценічної дії акторів перед глядачами.

## Зародження і становлення

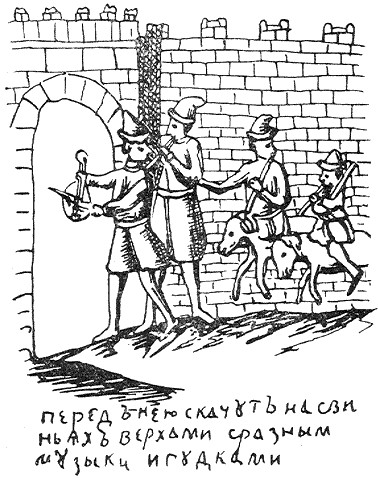
Скоморохи (13 століття)

Театральне мистецтво України бере початок з глибокої давнини, коли воно проявлялося в народних іграх, танцях, піснях та обрядах. З 11 століття відомі театральні вистави скоморохів. В епоху Київської Русі елементи театру були в церковних обрядах. Про це свідчать фрески Софійського собору в Києві (11 століття).
Перші зразки драми прилюдно виголошувалися учнями київських Братської та
Лаврської шкіл (16-17 століття). Важливими осередками розвитку релігійної драми у цей час вважалася також Львівська братська школа та Острозька академія.
У 1619 році поставили перші українські інтермедії «Продав кота в мішку» та «Найкращий сон» Якуба Ґаватовича в Кам'янці-Струмиловій (нині Кам'янка-Бузька Львівської обл.) під час постановки п'єси «Трагедія, або Образ смерті пресвятого Івана Хрестителя, посланця Божого».
У 17-18 столітті широкого розмаху набули вертепи;— мандрівні театри маріонеток, які виконували різдвяні драми та соціально-побутові інтермедії.
У 1795 році був відкритий перший в Україні стаціонарний театр у Львові, в колишньому костелі францисканців. В Наддніпрянщині, де перші театральні трупи народилися також у
18 столітті, процес відкриття стаціонарних театральних споруд просувався повільніше.
Так, у Києві перший постійний театр з'явився у 1806 році, в Одесі — в 1809, в Полтаві — в 1810.
Становлення класичної української драматургії пов'язане з іменами Івана Котляревського, який очолив театр у Полтаві та Григорія Квітки-Основ'яненка, основоположника художньої прози в новій українській літературі. Бурлеск та експресивність, поряд з мальовничістю та гумором, що характерні для їх творів, надовго визначили обличчя академічного театру в Україні.
У другій половині 19 століття в Україні поширився аматорський театральний рух. В аматорських гуртках розпочинали діяльність корифеї українського театру — драматурги і режисери Михайло Старицький, Марко Кропивницький та Іван Карпенко-Карий. Заслуга швидкого розвитку театру належить також і видатній родині Тобілевичів, члени якої виступали під сценічними псевдонімами Івана Карпенка-Карого, Миколи Садовського і Панаса Саксаганського. Кожен із них не лише створив власну трупу, а й був видатним актором і режисером. Провідною зіркою українського театру того часу була Марія Заньковецька. Перший український професійний театр (1864—1924) був Театр Української Бесіди у Львові.

## ХХ століття

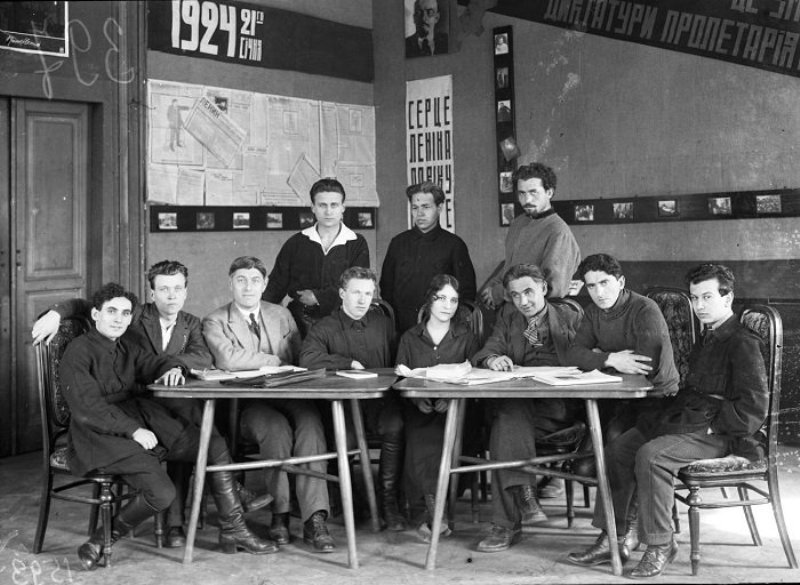
Режисерська лабораторія театру «Березіль», 1925 р. Сидять (зліва направо): Ханан Шмаїн, Я. Бортник, В. Василько, Б. Тягно, З. Пігулович, Л. Курбас, Ф. Лопатинський, Ю. Лішанський. Стоять: П. Кудрицький, І. Крига, А. Авраменко

Нові часи в історії національного театру, розпочалися 1918 року, коли після проголошення незалежності України, універсалами Павла Скоропадського у Києві було створено Державний драматичний театр, згодом засновано «Молодий театр» (з 1922 року — модерний український театр «Березіль») Леся Курбаса та Гната Юри. На театральній сцені з'явилася когорта талановитих акторів — Амвросій Бучма, Мар'ян Крушельницький, Олімпія Добровольська, Олександр Сердюк, Наталя Ужвій, Юрій Шумський та інші.
Державний драматичний театр продовжував традиції реалістично-психологічної школи. Натомість Молодий театр обстоював позиції авангардизму. З утворенням театру «Березіль» його сцена стала своєрідним дослідним майданчиком. Недарма, макети театрального об'єднання «Березіль» отримали золоту медаль на Всесвітній театральній виставці у Парижі в 1925 році. Тут були вперше поставлені п'єси видатних українських письменників і драматургів Миколи Куліша («Народний Малахій», «Мина Мазайло») та Володимира Винниченка («Базар», «Чорна Пантера і Білий Ведмідь»). Завдяки генію Лесю Курбасу, який поєднав у собі таланти режисера, актора, драматурга і перекладача світової літератури, були по-новому осмислені на українській сцені твори Вільяма Шекспіра, Генріха Ібсена, Гергарта Гауптмана, Фрідріха Шиллера і Мольєра, здійснені постановки невідомих до цього українському глядачу п'єс європейських драматургів.
З творчого об'єднання «Березіль» бере початок театральна бібліотека, театральний музей і перший театральний журнал. До експериментальних пошуків Леся Курбаса, якого було репресовано за часів сталінізму, і досі звертаються сучасні митці. У наш час у Києві проходить міжнародний театральний фестиваль «Мистецьке Березілля», присвячений пам'яті Леся Курбаса.
На Закарпатті в умовах значного припливу інтелігенції із ЗУНР і УНР через втрату державності був створений зокрема Руський театр, який очолив Микола Садовський.

## Театр у незалежній Україні

Фестиваль «Драбина» (2008)

За роки незалежності в Україні з'явилося багато нових театрів, зростає інтерес до народного та вуличного театру. Українське драматичне мистецтво дедалі активніше інтегрується в європейський культурний простір. Світове визнання здобув театральний режисер Роман Віктюк, творчість якого стала вагомим внеском до світової театральної естетики кінця 20 століття. Знаний далеко за межами України, й інший український режисер — Андрій Жолдак. Низка талановитих акторів українського театру, Богдан Ступка, Наталія Сумська, Ада Роговцева, Анатолій Хостікоєв та інші, з великим успіхом знялися у вітчизняних і закордонних кінострічках.
Нині в Україні щорічно відбувається низка міжнародних театральних фестивалів, що засвідчили свій авторитет у Європі: «Київ травневий» у Києві, «Золотий Лев», «Драбина», «KAZ.KAR.» та «Драма.UA» у Львові, «Homo Ludens» у Миколаєві, «Тернопільські театральні вечори. Дебют» у Тернополі, «Херсонеські ігри» у Севастополі, «Мельпомена Таврії» у Херсоні, «Різдвяна містерія» в Луцьку, «Інтерлялька» в Ужгороді.
2010 року, створено всеукраїнську театральну портал-мережу «atheatre.com.ua — український театральний простір» [Архівовано 9 серпня 2020 у Wayback Machine.], яка налічувала понад 112 театрів і 81 драматурга станом на лютий 2012 р. Портал містить інформацію про театральні фестивалі, репертуар театрів, відомості про вистави й історичні довідки. Всю інформацію театри розміщують самостійно.

## Українські театральні сайти
- Сайт проєкту «Театральна риболовля»
- Сайт журналу «Кіно-Театр» [Архівовано 2 березня 2022 у Wayback Machine.]
- Український театральний простір [Архівовано 25 листопада 2012 у Wayback Machine.]
- Театральний портал «Teatre» [Архівовано 19 січня 2011 у Wayback Machine.] (рос.)
- Театральний портал «Театрал» [Архівовано 20 листопада 2012 у Wayback Machine.] (рос.)